# Liriomyza cicerina
Liriomyza cicerina este o specie de muște din genul Liriomyza, familia Agromyzidae. A fost descrisă pentru prima dată de Camillo Rondani în anul 1875.
Este endemică în Italia. Conform Catalogue of Life specia Liriomyza cicerina nu are subspecii cunoscute.